# Resposta a la pregunta: Què és la Il·lustració?
Resposta a la pregunta: Què és la il·lustració? és un assaig breu escrit pel filòsof prussià Immanuel Kant el 1784.

## Història
El 1784, el diari alemany Berlinische Monatschrift va publicar diverses respostes a la pregunta plantejada pel clergue Johann Friedrich Zöllner: «Què és la Il·lustració? Aquesta pregunta que potser és tan important com la pregunta "Què és la veritat?", ha de ser resposta abans no es comenci a il·lustrar i fins ara no he trobat resposta enlloc». Zöllner havia plantejat aquesta pregunta al diari a causa d'un assaig en què l'abril de 1783 el filòsof Johann Erich Biester afirmava: «És convenient que l'aliança matrimonial es legitimi addicionalment per la religió».
El desembre de 1784, una de les primeres respostes publicades pel diari va ser la del filòsof i jueu alemany Moisès Mendelssohn, que es va avançar a la resposta de Kant. Un mes més tard, el diari publicaria l'assaig que Kant va escriure com a resposta a la pregunta de Zöllner, «Què és la Il·lustració?».

## Contingut
En primer terme, Kant exposa allò que la Il·lustració significa, «la sortida de l'ésser humà de la immaduresa causada per ell mateix», plantejant el problema que cada ésser humà posseeix i que ha de resoldre per si mateix: Unmündigkeit, terme alemany traduït metafòricament com a immaduresa, dependència o no emancipació de la ment guiada per un altre (tutor, guia espiritual), la qual cosa és produïda per la falta de decisió i coratge, no per falta d'intel·ligència.
El terme contrari Mündigkeit, maduresa o emancipació, s'interpreta com l'autonomia per a utilitzar la ment i raonar. Això és impossible d'aconseguir amb deixadesa o covardia: «Sapere aude! Tingues coratge per a servir-te del teu propi enteniment. Aquesta és la consigna de la il·lustració».
No obstant tenir ja la consigna de la Il·lustració, aquest és un procés en què cal llibertat d'expressió en referència a la distinció «ús públic i ús privat de la raó». L'ús privat de la raó produiria la fluctuació d'una ordre o deure a causa de l'enjudiciament del deure provocat per la raó, cosa que podria ocasionar el caos social o l'anarquia. Per aquest motiu, la raó ha de ser utilitzada per aconseguir el canvi, i el millor àmbit per fer-ho seria el públic, com en un text o un llibre, on tothom pogués llegir i qüestionar les lleis i creences del moment a fi de canviar-les o millorar-les. L'ús públic de la raó ha de ser completament lliure i no penat, i és aquí on les autoritats podrien arribar a la llibertat pel procés a què es denomina Il·lustració.
La Il·lustració és la sortida del subjecte de la condició de menor d'edat de la qual és culpable. La minoria d'edat és la incapacitat de servir-se del seu propi enteniment sense la direcció d'un altre. Un mateix és culpable d'aquesta minoria d'edat, quan la causa no rau en una falta d'entesa, sinó de decisió i valor per servir-se'n amb independència, sense la conducció d'un altre: «Sapere aude! Tingues valor de servir-te del teu propi enteniment! És, doncs, la divisa de la il·lustració».
La mandra i la covardia són les causes que la majoria dels homes, després que la natura els ha deslliurat des de temps enrere de la conducció aliena (naturaliter majorennes), romanen amb gust com a menors d'edat al llarg de la seva vida, per la qual cosa és molt fàcil per a altres erigir-se'n tutors.
A cada ésser humà en particular li resulta molt difícil arribar a la Il·lustració, ja que l'han adoptada com a segona naturalesa. Fins i tot en ocasions no som capaços de servir-nos ni el mínim de nosaltres mateixos per tant no podem ser racionals. Són pocs aquells que han aconseguit deixar el jou de la minoria d'edat ja que tenen els grillons permanents. Després d'haver deixat el jou de la minoria d'edat podran ser racionals ja que compten amb la qualitat de ser autònomament audaços. La societat només arriba a la Il·lustració a poc a poc, però mai no s'aconsegueix una reforma absoluta de la manera de pensar. Per a la Il·lustració només cal la llibertat, però la llibertat està limitada a cada racó on som: els nostres progenitors ens limiten, com l'escola i l'església, que segons Kant és la més perjudicial de totes i la més deshonrosa.
El filòsof Michel Foucault va publicar l'any 1984 un assaig sobre el treball de Kant, amb el mateix títol Qu'est-ce que les Lumières?. Al text, Foucault constata la vigència del procés d'Il·lustració, concloent que «No sé si cal dir, avui en dia, que el treball crític implica encara la fe en la Il·lustració. Per part meva, penso que necessita, sempre, la feina sobre els nostres límits, és a dir, una pacient tasca que doni forma a la impaciència per la llibertat».